# Junior World Rugby Trophy 2013
Junior World Rugby Trophy 2013 – szósty turniej z cyklu Junior World Rugby Trophy rozegrany pomiędzy 28 maja a 9 czerwca 2013 roku w chilijskim mieście Temuco. Były to międzynarodowe zawody narodowych drużyn rugby union organizowane pod auspicjami IRB dla zawodników do 20 roku życia niższe rangą od rozgrywanych w tym samym roku IRB Junior World Championship.
W lipcu 2012 roku IRB wyznaczyła gospodarzy kolejnych dwóch turniejów – Chile w 2013 oraz Hongkong w 2014 roku. W grudniu 2012 roku ogłoszono, że miastem, w którym odbędą się zawody, będzie Antofagasta, ustalono jednocześnie arenę i ramy czasowe turnieju, a także potwierdzono system rozgrywek. Podział na grupy oraz wstępny terminarz zostały ogłoszone w styczniu 2013 roku. Sędziowie zawodów zostali wyznaczeni 1 marca. Na początku maja ogłoszono, iż po wycofaniu się Antofagasty turniej zorganizuje Temuco. W połowie miesiąca ustalono nowy terminarz rozgrywek oraz cztery areny: Estadio Germán Becker i boisko Universidad de La Frontera w samym Temuco oraz stadiony miejskie w okolicznych Freire i Pitrufquén.
W rozgrywkach wzięło udział osiem reprezentacji, podzielonych na dwie grupy po cztery drużyny: gospodarze, Japonia (ARFU), Namibia (CAR), Tonga (FORU), Kanada (NACRA), Urugwaj (CONSUR), Portugalia (FIRA-AER) oraz spadkowicze z JWC 2012 – Włochy.
W zawodach triumfowała reprezentacja Włoch uzyskując prawo występu na mistrzostwach świata juniorów w roku następnym. Najwięcej punktów zdobył Kanadyjczyk Shane O'Leary, w klasyfikacji przyłożeń z ośmioma zwyciężył zaś reprezentant Japonii, Kai Ishii.
Na stadionach pojawiło się łącznie około 35 tysięcy widzów.

## Faza grupowa

### Grupa A
| 28 maja 201313:00 | Włochy U-20 | 33:7 | Namibia U-20 | Estadio Municipal, Freire |
| 28 maja 201313:00 |             | 33:7 |              | Estadio Municipal, Freire |

| 28 maja 201318:00 | Chile U-20 | 18:6 | Portugalia U-20 | Estadio Germán Becker, Temuco Widzów: 4000 |
| 28 maja 201318:00 |            | 18:6 |                 | Estadio Germán Becker, Temuco Widzów: 4000 |

| 1 czerwca 201313:00 | Portugalia U-20 | 26:17 | Namibia U-20 | Universidad de La Frontera, Temuco |
| 1 czerwca 201313:00 |                 | 26:17 |              | Universidad de La Frontera, Temuco |

| 1 czerwca 201318:00 | Chile U-20 | 6:50 | Włochy U-20 | Estadio Germán Becker, Temuco Widzów: 8000 |
| 1 czerwca 201318:00 |            | 6:50 |             | Estadio Germán Becker, Temuco Widzów: 8000 |

| 5 czerwca 201311:00 | Włochy U-20 | 59:13 | Portugalia U-20 | Estadio Municipal, Freire |
| 5 czerwca 201311:00 |             | 59:13 |                 | Estadio Municipal, Freire |

| 5 czerwca 201313:00 | Chile U-20 | 23:21 | Namibia U-20 | Estadio Municipal, Freire |
| 5 czerwca 201313:00 |            | 23:21 |              | Estadio Municipal, Freire |

### Grupa B
| 28 maja 201311:00 | Japonia U-20 | 40:20 | Urugwaj U-20 | Estadio Municipal, Freire |
| 28 maja 201311:00 |              | 40:20 |              | Estadio Municipal, Freire |

| 28 maja 201316:00 | Tonga U-20 | 6:24 | Kanada U-20 | Estadio Germán Becker, Temuco |
| 28 maja 201316:00 |            | 6:24 |             | Estadio Germán Becker, Temuco |

| 1 czerwca 201311:00 | Japonia U-20 | 15:39 | Kanada U-20 | Universidad de La Frontera, Temuco |
| 1 czerwca 201311:00 |              | 15:39 |             | Universidad de La Frontera, Temuco |

| 1 czerwca 201316:00 | Tonga U-20 | 35:20 | Urugwaj U-20 | Estadio Germán Becker, Temuco |
| 1 czerwca 201316:00 |            | 35:20 |              | Estadio Germán Becker, Temuco |

| 5 czerwca 201311:00 | Japonia U-20 | 43:22 | Tonga U-20 | Estadio Municipal, Pitrufquén |
| 5 czerwca 201311:00 |              | 43:22 |            | Estadio Municipal, Pitrufquén |

| 5 czerwca 201313:00 | Kanada U-20 | 36:15 | Urugwaj U-20 | Estadio Municipal, Pitrufquén |
| 5 czerwca 201313:00 |             | 36:15 |              | Estadio Municipal, Pitrufquén |

## Faza pucharowa

### Mecz o 7 miejsce
| 9 czerwca 201311:00 | Namibia U-20 | 29:40 | Urugwaj U-20 | Universidad de La Frontera, Temuco |
| 9 czerwca 201311:00 |              | 29:40 |              | Universidad de La Frontera, Temuco |

### Mecz o 5 miejsce
| 9 czerwca 201313:00 | Portugalia U-20 | 7:27 | Tonga U-20 | Universidad de La Frontera, Temuco |
| 9 czerwca 201313:00 |                 | 7:27 |            | Universidad de La Frontera, Temuco |

### Mecz o 3 miejsce
| 9 czerwca 201315:00 | Chile U-20 | 38:35 | Japonia U-20 | Estadio Germán Becker, Temuco |
| 9 czerwca 201315:00 |            | 38:35 |              | Estadio Germán Becker, Temuco |

### Finał
| 9 czerwca 201317:00 | Włochy U-20 | 45:23 | Kanada U-20 | Estadio Germán Becker, Temuco |
| 9 czerwca 201317:00 |             | 45:23 |             | Estadio Germán Becker, Temuco |